# Shai Gilgeous-Alexander
Shaivonte Aician Gilgeous-Alexander (Toronto, 12 luglio 1998) è un cestista canadese, professionista nella NBA con gli Oklahoma City Thunder. È conosciuto anche con l’acronimo SGA.
È uno dei soli quattro cestisti (insieme a Kareem Abdul-Jabbar, Michael Jordan e Shaquille O'Neal) a vincere il titolo, l'MVP della regular season, l'MVP delle Finals e il titolo di miglior marcatore stagionale nella stessa stagione (2024-2025).

## Biografia
Nato in Canada, è figlio dell'ex velocista di Antigua e Barbuda Charmaine Gilgeous, sprinter che ha partecipato alle Olimpiadi del 1992. Inoltre è cugino del cestista degli Atlanta Hawks, Nickeil Alexander-Walker, da parte della madre.

## Carriera

### Los Angeles Clippers

#### 2018-2019: stagione da rookie

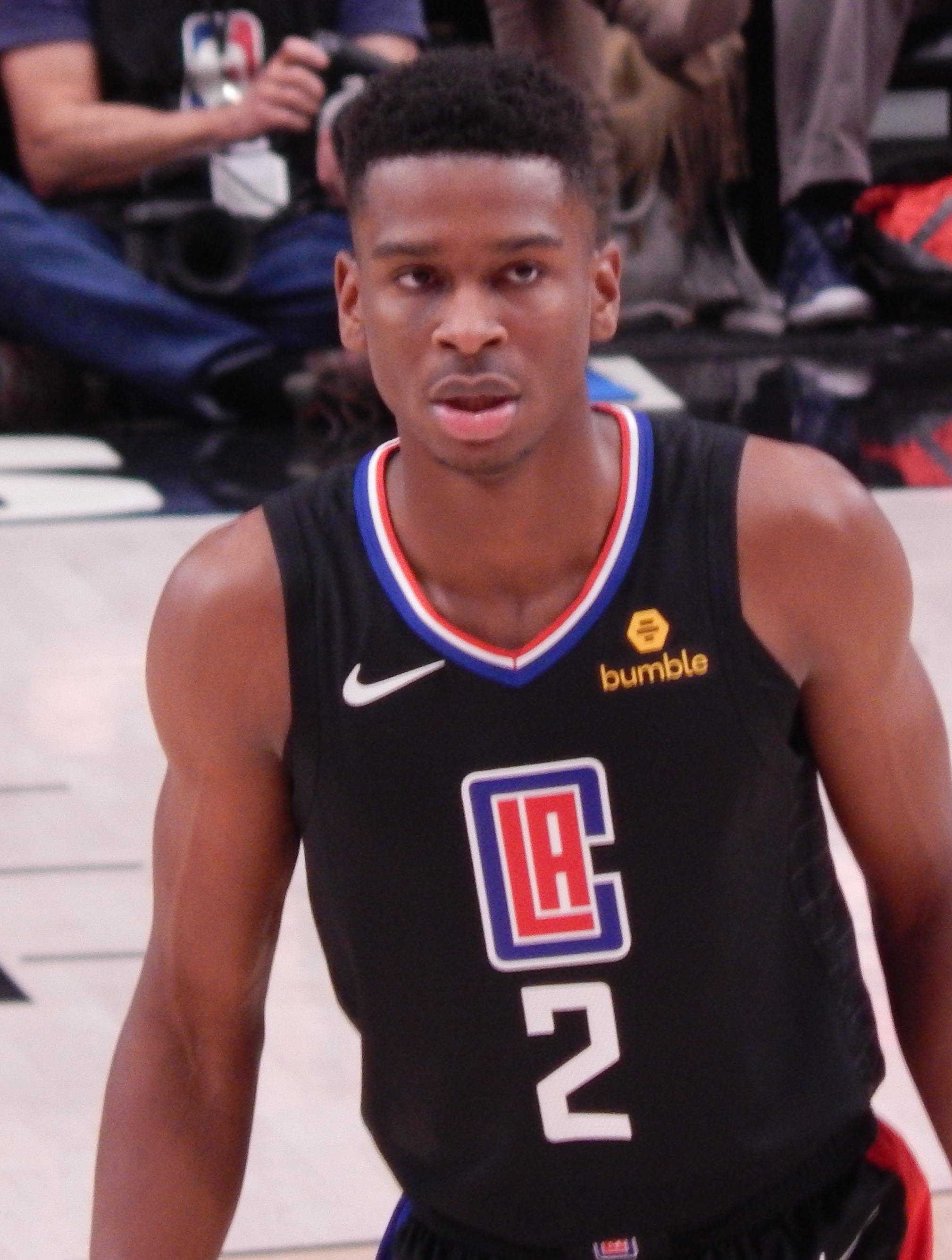
Gilgeous-Alexander con i Los Angeles Clippers

Gilgeous-Alexander è stato selezionato come undicesima scelta al Draft 2018 dagli Charlotte Hornets, per poi essere scambiato successivamente con i Los Angeles Clippers in cambio della dodicesima scelta Miles Bridges.
Il 17 dicembre 2018 Gilgeous-Alexander ha segnato un massimo stagionale di 24 punti nella sconfitta 131-127 contro i Portland Trail Blazers. Il 18 gennaio 2019 ha segnato nuovamente 24 punti nella sconfitta per 112-94 contro i Golden State Warriors. Undici giorni dopo viene nominato membro del World Team in rappresentanza del Canada per il Rising Stars Challenge 2019. Il 21 aprile 2019 ha segnato un nuovo primato personale di 25 punti nella sconfitta per 113-105 contro i Golden State Warriors in gara 4 dei playoff 2019.

### Oklahoma City Thunder

#### 2019-2020: miglioramenti
Dopo una sola stagione il canadese viene ceduto agli Oklahoma City Thunder insieme a Danilo Gallinari, quattro scelte future al primo giro non protette, una scelta futura al primo giro protetta e due opzioni di scambio di scelte in cambio di Paul George. Il 13 gennaio 2020 ha fatto registrare la sua prima tripla doppia con 20 punti, 10 assist e un record personale di 20 rimbalzi nella vittoria per 117-104 sui Minnesota Timberwolves, diventando il secondo giocatore degli ultimi trent'anni, dopo Russell Westbrook, con una tripla doppia da 20-20-10 e il più giovane di sempre a riuscirci.

#### 2020-2022: ascesa e infortuni
Il 26 dicembre 2020 Gilgeous-Alexander ha messo a referto 24 punti, 7 rimbalzi, 9 assist e il tiro vincente nel 109-107 sugli Charlotte Hornets. Il 24 febbraio 2021 ha segnato un nuovo record in carriera di 42 points dando ai Thunder la vittoria per 102-99 sui San Antonio Spurs. Il 24 marzo 2021, dopo avere disputato 35 partite, la sua stagione è terminata a causa di una fascite plantare.
Il 3 agosto 2021 Gilgeous-Alexander e i Thunder si sono accordati per un rinnovo contrattuale quinquennale del valore di 172 milioni di dollari.
Il 18 dicembre 2021 Gilgeous-Alexander ha segnato 18 e segnato da tre punti il tiro della vittoria sulla sirena contro i suoi ex Clippers per 104-103. Quattro giorni dopo ha fatto registrare la sua seconda tripla doppia, con 27 punti, 11 rimbalzi e 12 assist, nella vittoria per 108-94 sui Denver Nuggets. Il 27 dicembre è stato nominato miglior giocatore della settimana della Western Conference, in cui ha guidato la sua squadra a un record di tre vittorie e una sconfitta, con una media di 27,5 punti, 6,3 rimbalzi e 7,0 assist. Il 28 marzo 2022 viene annunciato che avrebbe perso tutto il resto della stagione per un infortunio alla caviglia. La sua annata si chiuse con i nuovi primati personali di 24,5 punti e 5,9 assist a partita.

#### 2022-2023: prima volta All-Star e All-NBA

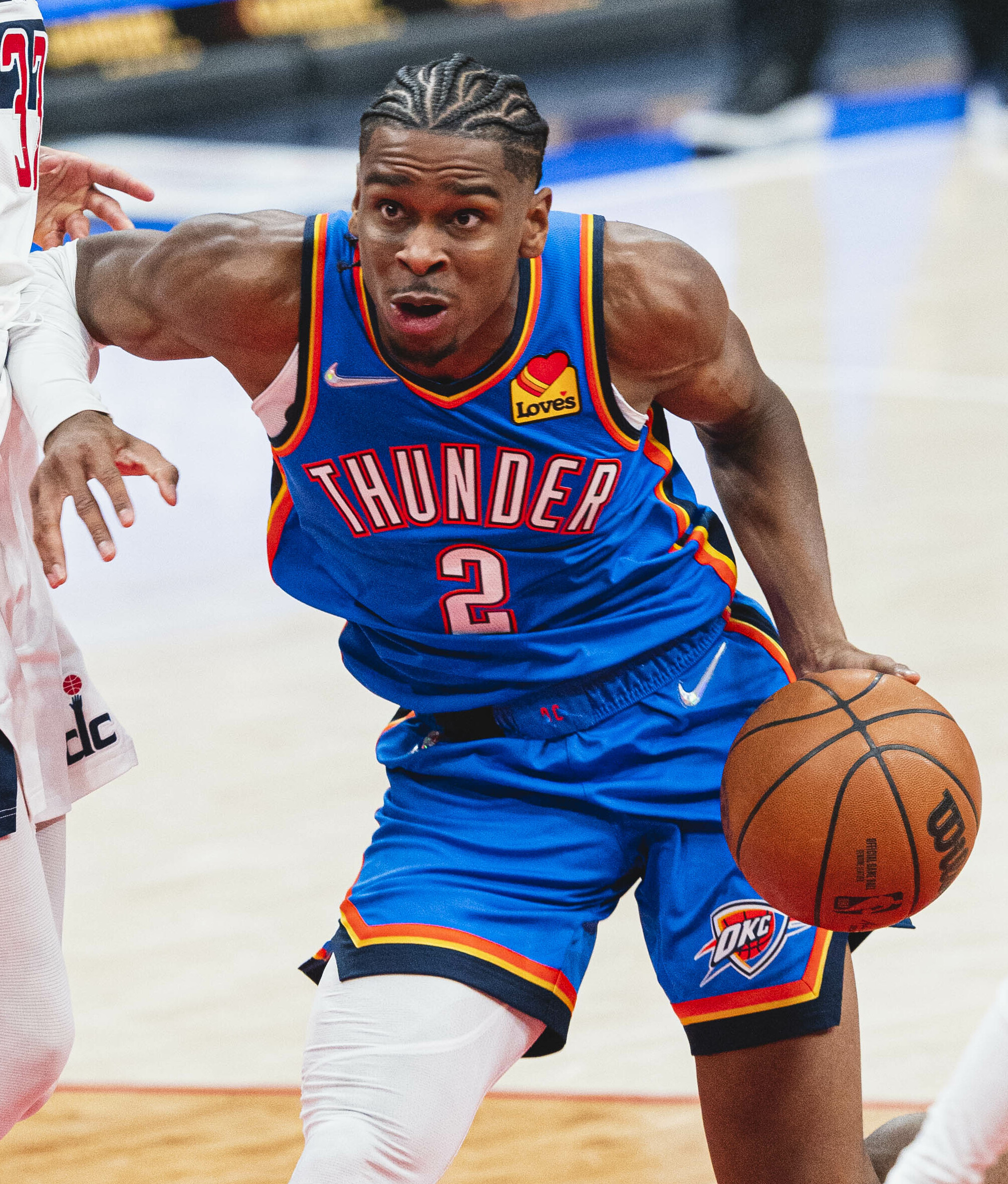
Gilgeous-Alexander nel 2022

Il 31 ottobre 2022 Gilgeous-Alexander è stato nominato miglior giocatore della settimana della Western Conference, in cui ha guidato i Thunder a tre vittorie su altrettante gare, con 31,7 punti, 5,3 rimbalzi e 7,7 assist di media. Il 16 novembre ha pareggiato il suo allora primato personale di 42 punti, incluso il tiro da tre punti della vittoria, nel 121-120 sui Washington Wizards. Il 19 dicembre ha segnato 35 punti e il tiro della vittoria sulla sirena nel 123-121 sui Portland Trail Blazers.
Il 2 febbraio 2023 Gilgeous-Alexander è stato convocato per il suo primo All-Star Game come guardia di riserva della Western Conference. Il 4 febbraio ha messo a segno 42 punti, 4 rimbalzi, 6 assist, 3 palle rubate e 2 stoppate nella vittoria per 153-121 sugli Houston Rockets. Il 10 febbraio ha pareggiato il suo primato personale segnando 44 punti, con 13/16 dal campo e 18/19 ai tiri liberi nella vittoria per 138-129 sui Portland Trail Blazers, diventando così il primo giocatore nella storia dei Thunder a segnare almeno 40 punti con almeno l'80% dal campo. La sua annata si è chiusa con l'allora primato personale di 31,4 punti a partita, unendosi a Kevin Durant e Russell Westbrook quali unici altri giocatori nella storia del club a fare registrare 30 punti di media a stagione. Inoltre è divenuto la seconda guardia della storia della NBA, dopo Michael Jordan, a tenere una media di almeno 30 punti, 4 rimbalzi, 4 assist, una palla rubata e una stoppata tirando con almeno il 50% dal campo. Il 2 maggio Gilgeous-Alexander è stato annunciato come quinto classificato nel premio di MVP della NBA. Inoltre è stato inserito nell'All-NBA First Team.

#### 2023-2024: secondo nel premio di MVP e miglior record della Western Conference
L'8 novembre 2023 Gilgeous-Alexander ha segnato 43 punti con 15 su 22 dal campo e 12 su 13 ai tiri liberi nella vittoria per 128-120 sui Cleveland Cavaliers. Il 14 novembre ha messo a referto 28 punti e un record in carriera di 7 palle rubate nella vittoria per 123-87 sui San Antonio Spurs. Si è trattato inoltre della sua quinta gara consecutiva con almeno 25 punti e il 55% dal campo, la striscia più lunga nella storia dei Thunder. Il 18 novembre ha messo a tabellino 40 punti, 7 rimbalzi, 6 assist, 2 palle rubate e 2 stoppate nella vittoria ai tempi supplementari contro i Golden State Warriors. Il 16 dicembre ha totalizzato 25 punti, 6 rimbalzi, 8 assist, 2 palle rubate e il tiro della vittoria sui Denver Nuggets. Il 25 gennaio 2024 è stato nominato guardia titolare per l'All-Star Game. Il 12 marzo ha segnato 30 punti, con 10 rimbalzi e 5 assist, nella sconfitta per 121-111 contro gli Indiana Pacers. Si è trattato della sua 48ª gara da almeno 30 punti in stagione, battendo il vecchio primato di franchigia di 47 di Kevin Durant. La sua stagione regolare si è chiusa al secondo posto nel premio di MVP, venendo nuovamente inserito nell'All-NBA First-team. Grazie alle sue prestazioni i Thunder hanno vinto 57 partite, qualificandosi ai playoff come prima testa di serie nel tabellone della Western Conference per la prima volta dal 2013.
Nei playoff i Thunder hanno eliminato i New Orleans Pelicans in quattro partite nelle semifinali della Western Conference. In gara 4 Gilgeous-Alexander ha fatto registrare 24 punti e 10 rimbalzi. Oklahoma in seguito perse contro i Dallas Mavericks in sei partite malgrado una prestazione di Gilgeous-Alexander da 36 punti (record in carriera nei playoff), 8 assist, 2 stoppate e nessuna palla persa in una equilibrata gara 6, persa per 117-116.

#### 2024-2025: miglior marcatore, MVP della stagione regolare, titolo NBA e MVP delle finali
L'11 novembre 2024 Gilgeous-Alexander ha segnato l'allora primato di 45 punti, con 3 rimbalzi, 9 assist, 5 palle rubate e 2 stoppate, nella vittoria per 134-128 sui suoi ex Clippers. Il 26 dicembre ha nuovamente segnato 45 punti, con 15 su 22 dal campo, 4 su 5 da tre punti e 11 su 11 ai tiri liberi, nella vittoria per 120-114 su Indiana Pacers. Nel corso del mese di dicembre ha guidato i Thunder a un record di 12 vittorie e una sconfitta, guidando la NBA con 33,3 punti a partita, con 5,8 rimbalzi, 5,2 assist, 2,5 palle rubate e 1,2 stoppate a partita. Venne premiato come miglior giocatore del mese sia a novembre che a dicembre.
Il 2 gennaio 2025 Gilgeous-Alexander ha guidato i Thunder alla tredicesima vittoria consecutiva, un nuovo record per la squadra dal suo trasferimento a Oklahoma City. Tre giorni dopo ha fatto registrare 33 punti, 11 rimbalzi, 6 assist, 3 palle rubate e 2 stoppate nella vittoria per 105-92 sui Boston Celtics in quella che fu la quindicesima vittoria consecutiva, battendo il primato del club degli allora Seattle SuperSonics nel 1996. Il 22 gennaio ha segnato un record in carriera di 54 punti, con 8 rimbalzi, 5 assist, 3 palle rubate e 2 stoppate, nella vittoria per 123-114 sugli Utah Jazz. Il 25 gennaio è stato convocato come titolare per il terzo All-Star Game consecutivo. Il 29 gennaio ha segnato 52 punti nella sconfitta per 116-109 contro i Golden State Warriors. Il 5 febbraio ha segnato 50 punti, con 8 rimbalzi, 5 assist, 2 palle rubate e una stoppata nella vittoria per 140-109 sui Phoenix Suns, divenendo così il nono giocatore della storia della NBA a segnare per tre volte almeno 50 punti nell'arco di sette partite.
Il 3 marzo Gilgeous-Alexander ha segnato 51 punti, con 7 assist, 5 rimbalzi, una palla rubate e una stoppata nella vittoria per 137-128 sugli Houston Rockets, la quarta partita da almeno 50 punti in stagione, raggiungendo Kevin Durant al secondo posto della storia del club e dietro solo a Russell Westbrook a quota cinque. Inoltre è divenuto il 12º giocatore della storia della NBA con almeno quattro gare da 50 punti nella stessa stagione. Il 12 marzo ha segnato 34 punti, con 5 rimbalzi e 7 assist nella vittoria per 118-112 sui Boston Celtics, diventando il giocatore più rapido della storia dei Thunder a raggiungere i 10.000 punti in carriera (368 partite, contro le 381 di Durant). Il 25 marzo ha segnato 32 punti, con 7 rimbalzi e 5 assist nella vittoria per 121-105 sui Sacramento Kings, la sua 65ª partita consecutiva con almeno 20 punti segnati, superando il vecchio primato di Kevin Durant di 64 per i Thunder.
Gilgeous-Alexander ha chiuso la stagione diventando il primo giocatore canadese a fregiarsi del titolo di miglior marcature NBA e il quinto non statunitense. Ha inoltre guidato la lega nel maggior numero di gare 20 (75), 30 (49), 40 (13) e 50 punti (4). La sua striscia di 72 gare con almeno 20 punti segnati è divenuta la più lunga della storia della NBA, superando il record di Michael Jordan. Con la terza stagione consecutiva con almeno 30 punti di media si è unito a Jordan, Wilt Chamberlain, Oscar Robertson, Kareem Abdul-Jabbar, James Harden e Bob McAdoo quali unici altri giocatori a riuscirvi. Il 21 maggio 2025 viene premiato come MVP della stagione regolare.
Il 26 aprile, in gara 4 del primo turno di playoff, Gilgeous-Alexander ha segnato un record personale nella post-season di 38 punti, con i Thunder che hanno eliminato i Memphis Grizzlies in quattro partite. In gara uno del secondo turno contro i Denver Nuggets, fa registrare 33 punti, 10 rimbalzi e 8 assist nella sconfitta per 121-119. In gara due è il giocatore a realizzare più punti, 34, in tre quarti di gioco, assieme a 8 assist, nella vittoria per 149-106. In gara cinque segna 31 punti, con 6 rimbalzi e 7 assist, nella vittoria per 112-105 che porta i Thunder in vantaggi per 3-2 nella serie. In gara sette mette a tabellino 35 punti, 3 rimbalzi, 4 assist e 3 palle rubate, nella vittoria per 125-93, portando la sua squadra al turno successivo. Diviene così il sesto giocatore nella storia dei playoff NBA a segnare almeno 35 punti senza palle perse in una gara 7. In gara due delle finali della Western Conference pareggia il suo primato personale nei playoff con 38 punti, oltre a 8 assist, nella vittoria per 118-103 sui Minnesota Timberwolves, portando i Thunder sul 2-0 nella serie. Con questa prestazione diviene il primo giocatore nella storia della franchigia con cinque gare consecutive da almeno 30 punti nei playoff. In gara 4 segna un nuovo primato personale nei playoff di 40 punti, mancando la tripla doppia per un solo rimbalzo, nella vittoria 128-126 che porta la serie sul 3-1. Dopo che i Thunder vincono la serie in cinque partite, Gilgeous-Alexander viene nominato unanimemente MVP delle finali della West Conference, in cui ha fatto registrare la media di 34,1 punti, 5,2 rimbalzi, 8,2 assist e 1,8 palle rubate, portando Oklahoma City alle sue prime finali dal 2012.
In gara 1 delle finali NBA 2025, Gilgeous-Alexander è il miglior marcatore dell'incontro con 38 punti nella sconfitta all'ultimo secondo per 111–110 contro i Indiana Pacers. Quei 38 punti sono il terzo massimo per un giocatore al debutto nelle finali, dietro a Allen Iverson (48 punti, 2001) e George Mikan (42 punti, 1949). In gara 2 segna 34 punti nella vittoria per 123–107, diventando il 12º giocatore della storia a segnare 3.000 punti in stagione tra stagione regolare e playoff. Inoltre i suoi 72 punti totali sono il massimo di sempre per un giocatore nelle sue prime due gare in finale, battendo i 71 punti di Allen Iverson nel 2001. In gara 5 mette a referto 31 punti, 10 assist e 4 stoppate nella vittoria per 120–109 che porta i Thunder in vantaggio per 3–2 nella serie. Con la 12ª partita con almeno 30 punti e 5 assist stabilisce un nuovo primato in una singola annata di playoff, superando le 11 di Michael Jordan e LeBron James. Inoltre diviene il quarto giocatore di sempre con almeno 15 partite da 30 punti in una singola annata di playoff, dopo Jordan (1992), Hakeem Olajuwon (1995) e Kobe Bryant (2009). Oklahoma City ha la meglio su Indiana per 103–92 in gara 7 vincendo la serie per 4–3 e Gilgeous-Alexander viene nominato miglior giocatore delle finali. Diventa così il quarto giocatore della storia della NBA (dopo Kareem Abdul-Jabbar, Michael Jordan e Shaquille O'Neal) a vincere i premi di MVP, MVP delle finali e il titolo di miglior marcatore nella stessa annata. Diventa infine il primo giocatore canadese a vincere il premio di MVP delle finali.

## Statistiche
| † | Denota le stagioni in cui ha vinto il titolo |
| * | Primo nella lega                             |
| * | Record                                       |

### NCAA
| Anno      | Squadra           | PG | PT | MP   | TC%  | 3P%  | TL%  | RP  | AP  | PRP | SP  | PP   |
| --------- | ----------------- | -- | -- | ---- | ---- | ---- | ---- | --- | --- | --- | --- | ---- |
| 2017-2018 | Kentucky Wildcats | 37 | 24 | 33,7 | 48,5 | 40,4 | 81,7 | 4,1 | 5,1 | 1,7 | 0,5 | 14,4 |
| Carriera  | Carriera          | 37 | 24 | 33,7 | 48,5 | 40,4 | 81,7 | 4,1 | 5,1 | 1,7 | 0,5 | 14,4 |

#### Massimi in carriera
- Massimo di punti: 30 vs Vanderbilt (30 gennaio 2018)[69]
- Massimo di rimbalzi: 8 vs Davidson (15 marzo 2018)
- Massimo di assist: 10 vs Mississippi (28 febbraio 2018)
- Massimo di palle rubate: 5 vs Davidson (15 marzo 2018)
- Massimo di stoppate: 3 vs Mississippi (28 febbraio 2018)
- Massimo di minuti giocati: 39 (6 volte)

### NBA

#### Regular Season
| Anno       | Squadra          | PG  | PT  | MP   | TC%  | 3P%  | TL%  | RP  | AP  | PRP | SP  | PP    |
| ---------- | ---------------- | --- | --- | ---- | ---- | ---- | ---- | --- | --- | --- | --- | ----- |
| 2018-2019  | L.A. Clippers    | 82  | 73  | 26,5 | 47,6 | 36,7 | 80,0 | 2,8 | 3,3 | 1,2 | 0,5 | 10,8  |
| 2019-2020  | Oklahoma Thunder | 70  | 70  | 34,7 | 47,1 | 34,7 | 80,7 | 5,9 | 3,3 | 1,1 | 0,7 | 19,0  |
| 2020-2021  | Oklahoma Thunder | 35  | 35  | 33,7 | 50,8 | 41,8 | 80,8 | 4,7 | 5,9 | 0,8 | 0,7 | 23,7  |
| 2021-2022  | Oklahoma Thunder | 56  | 56  | 34,7 | 45,3 | 30,0 | 81,0 | 5,0 | 5,9 | 1,3 | 0,8 | 24,5  |
| 2022-2023  | Oklahoma Thunder | 68  | 68  | 35,5 | 51,0 | 34,5 | 90,5 | 4,8 | 5,5 | 1,6 | 1,0 | 31,4  |
| 2023-2024  | Oklahoma Thunder | 75  | 75  | 34,0 | 53,5 | 35,3 | 87,4 | 5,5 | 6,2 | 2,0 | 0,9 | 30,1  |
| 2024-2025† | Oklahoma Thunder | 76  | 76  | 34,2 | 51,9 | 37,5 | 89,8 | 5,0 | 6,4 | 1,7 | 1,0 | 32,7* |
| Carriera   | Carriera         | 462 | 453 | 33,1 | 50,1 | 35,5 | 86,2 | 4,8 | 5,1 | 1,4 | 0,8 | 24,4  |
| All-Star   | All-Star         | 3   | 2   | 10,0 | 73,3 | 68,8 | 50,0 | 2,3 | 3,5 | 0,3 | 0,3 | 14,0  |

#### Play-off
| Anno     | Squadra          | PG | PT | MP   | TC%  | 3P%  | TL%  | RP  | AP  | PRP | SP  | PP   |
| -------- | ---------------- | -- | -- | ---- | ---- | ---- | ---- | --- | --- | --- | --- | ---- |
| 2019     | L.A. Clippers    | 6  | 6  | 28,8 | 46,7 | 50,0 | 85,0 | 2,7 | 3,2 | 1,0 | 0,8 | 13,7 |
| 2020     | Oklahoma Thunder | 7  | 7  | 39,9 | 43,3 | 40,0 | 95,7 | 5,3 | 4,1 | 1,0 | 0,4 | 16,3 |
| 2024     | Oklahoma Thunder | 10 | 10 | 39,9 | 49,6 | 43,2 | 79,0 | 7,2 | 6,4 | 1,3 | 1,7 | 30,2 |
| 2025†    | Oklahoma Thunder | 23 | 23 | 37,0 | 46,2 | 28,3 | 87,6 | 5,3 | 6,5 | 1,7 | 0,9 | 29,9 |
| Carriera | Carriera         | 46 | 46 | 37,0 | 47,6 | 43,3 | 83,1 | 5,4 | 4,9 | 1,1 | 1,1 | 21,7 |

#### Massimi in carriera
- Massimo di punti: 54 vs Utah Jazz (22 gennaio 2025)[70]
- Massimo di rimbalzi: 20 vs Minnesota Timberwolves (13 gennaio 2020)
- Massimo di assist: 14 vs Milwaukee Bucks (8 marzo 2022)
- Massimo di palle rubate: 5 vs New Orleans Pelicans (6 gennaio 2021)
- Massimo di stoppate: 4 (3 volte)
- Massimo di minuti giocati: 48 vs Houston Rockets (22 agosto 2020)

## Palmarès
- Campionato NBA: 1

Oklahoma City Thunder: 2025
- MVP delle Finals: 1

2025
- MVP della regular season:1

2025
- NBA Western Conference Finals MVP:

2025
- Partecipazioni all’All-Star Game: 3

2023, 2024, 2025
- All-NBA Team: 3

First Team: 2023, 2024, 2025
- Migliori marcatori stagionali NBA: 1

2025
- NBA All-Rookie Second Team (2019)
- FIBA World Cup All-Tournament Teams: 1

2023
- Northern Star Award (miglior sportivo del Canada): 1 (2023)